# Хмызовка
Хмызовка — поселок в Алексеевском районе (городском округе, с 2018) Белгородской области, входит в состав Советского сельского поселения.

## Описание
Расположен в восточной части области, в 38 км к юго-востоку от районного центра, города Алексеевки. 
| 1859 | 2002 | 2010 |
| ---- | ---- | ---- |
| 333  | ↘119 | ↗132 |

Улицы и переулки
| - ул. Полевая - пер. Зеленый |

## История
В 1859 году - Бирюченского уезда «хутор владельческий Хмызов при речке Калитве», «по правую сторону большого почтового тракта от г. Бирюча до г. Острогожска» - 62 двора, 333 жителя (168 муж., 165 жен.).
Упоминается в Памятной книжке Воронежской губернии за 1887 год как "хуторъ Хмызовъ" Шелякинской волости Бирюченского уезда. Число жителей обоего пола — 718, число дворов — 103.